# Swoosh

De swoosh

De swoosh is het merkteken van Nike. Het is volgens Mark Hughes, auteur van The Independent, een van de meest herkenbare logo's ter wereld.

## Geschiedenis
De swoosh is in 1971 ontworpen door Carolyn Davidson, een grafisch-ontwerpstudente aan Portland State University. Ze ontmoette Nike-oprichter Phil Knight als docent boekhouden en deed wat freelancewerk voor zijn onderneming Blue Ribbon Sports, het latere Nike.
BRS had behoefte aan een merknaam voor zijn nieuwe schoencollectie, die in 1972 geïntroduceerd zou worden. Knight benaderde Davidson voor enkele ontwerpideeën en voor $2 per uur ging Davidson aan de slag. In juni 1971 presenteerde Davidson enkele concepten aan Knight en enkele andere BRS-leidinggevenden, zij kozen uiteindelijk voor het ontwerp dat nu wereldwijd als de swoosh bekend is. Davidson declareerde $35 voor de werkzaamheden. (In 1983 ontving Davidson van Knight een gouden swooshring en een aantal Nike-aandelen als dank voor haar werkzaamheden.) In 1972 verscheen het logo voor het eerst op een paar Nikeschoenen. Nike hanteert het logo tot de dag van vandaag.

## Ontwerp
Door de vleugelvorm van het logo, denken velen dat het geïnspireerd is door Nikè, de gevleugelde Griekse godin van de overwinning. De swoosh werd echter ontworpen en geïmplementeerd toen het bedrijf nog Blue Ribbon Sports heette. Het logo dateert van 1971, de naam Nike kwam pas later in 1978. Parallellen tussen het logo en de merknaam berusten louter op toeval.
Het logo stond aanvankelijk te boek als 'de streep', mettertijd veranderde dit in de swoosh. Er is geen datum of gebeurtenis bekend die de naamsverandering markeert. In de jaren 60 stond in een BRS-brochure de term swooshvezels vermeld, deze term werd gebruikt om een bepaalde schoen te beschrijven, waarschijnlijk is het woord, dat deel uitmaakte van het BRS-vocabulaire, later verbonden aan het merk.
Sommigen denken dat de swoosh refereert aan de beweging van een atleet, gelijk aan het geluid dat een zweep maakt. Anderen houden vast aan hun geloof dat de swoosh de vleugels aan de voeten van de godin Nikè zijn, maar dan omgekeerd. Het zou een teken van snelheid en elegantie kunnen zijn.